# EXPRESSION (DA PUMPのアルバム)
『EXPRESSION』（エクスプレッション）は、DA PUMPの1枚目のオリジナル・アルバム。

## 内容
1997年6月のメジャー・デビューから1年1か月を経て発売された。
5曲のシングル表題曲が収録されているが「Love Is The final Liberty」と「Rhapsody in Blue」の2曲はアルバム用の別テイクで収録されている。
収録トラックは全部で20だが、イントロ、インタールード、アウトロを合わせて計7トラック存在するため、実質13曲入りのアルバムとなっている。

## パッケージ仕様
初回盤は三方背BOX仕様で豪華ミニ写真集が封入されている。

## チャート成績
2022年現在、DA PUMP史上一番売れたオリジナル・アルバム。
当時のオリコンチャート自己最高位の3位を獲得。初動で20万枚超え・累計で70万枚を超すセールスを記録していた。

## 収録曲
※印はm.c.A・Tのカバー曲。
全作詞：m.c.A・T
全作曲・編曲（特記以外）：富樫明生
編曲：富樫明生・鈴木直人（2）
1. Intro 〜EXPRESSION (1:10)[1]
  - 音が次の曲に繋がっている。
2. Feelin' Good -It's PARADISE- (4:56)[1]※
  - テレビ東京系『ASAYAN』エンディングテーマ
3. Love Is The Final Liberty (Full Length) (4:50)[1]
  - シャープ・ミニディスクプレーヤー「MD-J」CMソング
  - シングルバージョンとは異なり、メンバーの掛け声から始まる。
  - 2018年12月12日発売ベスト・アルバム『THANX!!!!!!! Neo Best of DA PUMP』では本作アルバムバージョンで新録音された。
4. Coffee Scotch Mermaid 〜Bang! Bang! Boom!〜 (3:54)[1]※
  - 「ごきげんだぜっ! 〜Nothing but something〜」同様に一部歌詞が変更・追加されている箇所がある。
5. Town (Interlude) (0:28)[1]
6. You don't have to worry, baby (3:34)[1]
  - 「Stay Together」のカップリング曲。
7. Without you (5:40)[1]
8. Sunahama (Interlude) (0:33)[1]
9. Infinity 〜moon ride〜 (4:36)[1]
10. ごきげんだぜっ! 〜Nothing But Something〜 (4:15)[1]※
  - TBS系『DA!DA!DA!PUMP』エンディング・テーマ
  - シャープ「MD-J」CMソング
  - 「Coffee Scotch Mermaid 〜Bang! Bang! Boom!〜」同様に一部歌詞が変更・追加されている箇所がある。
11. Rhapsody in Blue (Album Version) (4:36)[1]
  - 資生堂「ティセラ フローズンブルー」 CMソング
  - シングルバージョンとは異なり、冒頭に自動車のクラクションと発動音が追加されている。
12. Crazy Rain (4:24)[1]
13. Young age (Interlude) (0:25)[1]
14. 17guyz (4:22)[1]
  - 「Feelin' Good -It's PARADISE-」のカップリング曲。
15. Crash! my Love★Thanx! my Friends (4:47)[1]
16. Defy (Interlude) (0:05)[1]
17. We'll get The Wonderful one (4:11)[1]
18. 4 (Interlude) (0:05)[1]
19. Stay Together (4:38)[1]
  - 日本テレビ系ドラマ『冷たい月』エンディングテーマ
20. Outro 〜Dawn〜 (0:33)[1]

## 参加ミュージシャン
- 植田博之